# بيبي مورينو
بيبي مورينو (بالإسبانية: Pepe Moreno)‏ هو فنان قصص مصورة إسباني، ولد في 1959.